# Land O' Lakes (Floride)
Pour les articles homonymes, voir Land O' Lakes.
Land O' Lakes est une census-designated place située dans le comté de Pasco, dans l’État de Floride, aux États-Unis. Elle fait partie de l'aire urbaine de Tampa Bay. Lors du recensement de 2010, elle comptait 31 145 habitants. Elle s'est développée rapidement dans les années 1990, sa population passant de 7 892 à 20 971 habitants entre 1990 et 2000. Elle est également connue pour être un haut-lieu du naturisme en Floride et compte six centres de villégiature nudistes.